# Instituto Polis
Polis - El Instituto de Lenguas y Humanidades de Jerusalén (en inglés The Jerusalem Institute of Languages and Humanities)  es una institución académica sin fines de lucro con sede en Jerusalén, Israel. Fue fundada en 2011 por un grupo de académicos de diferentes países que deseaban contribuir al renovado interés mundial por las lenguas y civilizaciones antiguas y revivir el estudio de las humanidades a través del estudio de las fuentes culturales occidentales y orientales.  Compartiendo la convicción de que las lenguas son la clave de nuestra herencia cultural y espiritual, estos eruditos sintieron la necesidad de cambiar la forma en que se enseñaban las lenguas antiguas desde el siglo XIX. Con esto en mente, desarrollaron un método de enseñanza destinado a permitir una verdadera adquisición del lenguaje.
A partir de los desarrollos más recientes en Lingüística Aplicada y de la experiencia israelí en la enseñanza del hebreo moderno (el método Ulpán), el método Polis intenta enseñar las llamadas "lenguas muertas" de la misma manera que las "lenguas modernas" se enseñan normalmente: en un idioma entorno totalmente inmersivo y monolingüe.
El instituto está ubicado en Musrara, cerca de la Ciudad Vieja de Jerusalén.

## Historia
El Instituto se registró en 2011 (cf. Registro de organizaciones sin fines de lucro (en hebreo) y ofreció cursos de árabe y hebreo moderno junto con griego antiguo durante todo el año. La idea principal era enseñar idiomas antiguos como lenguas vivas y formar un equipo de profesores de diferentes idiomas que pudieran compartir técnicas y estrategias de enseñanza de idiomas entre ellos. Pronto se hizo evidente lo importante que era sumergir completamente a los estudiantes en el idioma que se les enseñaba durante las lecciones. Esto fue cierto tanto para los idiomas modernos como para los antiguos. Y para este propósito contaban especialmente con los métodos para la enseñanza del hebreo moderno en Israel y con la experiencia de Christophe Rico enseñando griego antiguo.
El principal motivo para desarrollar esta actividad como organización sin ánimo de lucro fue fomentar la cultura del diálogo a través de los idiomas al mayor número de personas posible. Pronto se convirtió en una contribución a una mejor comprensión de los diferentes grupos étnicos y religiosos presentes en Jerusalén.
En 2013, el Instituto abrió un programa de Filología antigua, que reunió a varios estudiantes y académicos de Estados Unidos y Europa. El programa ahora tiene estudiantes de Asia, Europa, América del Norte y América del Sur.
Polis y su facultad han organizado cursos intensivos de idiomas y seminarios y charlas más breves para difundir el método Polis y el interés por la lengua, la cultura y la literatura antiguas en otros países, como Italia, Perú, Argentina, Colombia, Estados Unidos, España, Marruecos, Finlandia, Suecia, Filipinas.

## El método Polis

### Principios teóricos
El método Polis abarca una variedad de enfoques y técnicas para la enseñanza de lenguas modernas aplicadas a lenguas antiguas.  Estas estrategias están unificadas bajo dos principios principales:

#### Inmersión total
Una gran cantidad de investigaciones respaldan el principio de que el aprendizaje de idiomas ocurre mejor cuando se lleva a cabo en un entorno de inmersión total, donde solo se escucha, lee, habla y escribe el idioma de destino. Este principio teórico marca la principal diferencia entre el método Polis y los métodos tradicionales de traducción gramatical y la base principal para la inclusión de ciertas técnicas prácticas en nuestra metodología.

#### Desarrollo dinámico del lenguaje
Polis cree que las estructuras gramaticales deben aprenderse de acuerdo con su orden natural de adquisición. De este modo, es reconocida no solo la progresión continua del estudiante en la adquisición del lenguaje basada en las cuatro habilidades lingüísticas básicas de escuchar, hablar, leer y escribir, sino también los modos de discurso o géneros literarios - diálogo ›narración› argumentación ›poesía - involucrados en este progresivo adquisición de lenguaje.
Teniendo en cuenta estos principios, Polis reúne y adapta una amplia gama de enfoques y técnicas de enseñanza que se han desarrollado desde los años 70 en los Estados Unidos y Canadá,  y, más recientemente, uno desarrollado en Francia. Según uno de sus principales proponentes e iniciadores, el lingüista Christophe Rico, "La principal innovación del método Polis es la aplicación de estos dos métodos para enseñar las llamadas lenguas 'muertas' como si fueran lenguas 'vivas'". 

### Técnicas prácticas

#### Respuesta física total (TPR)

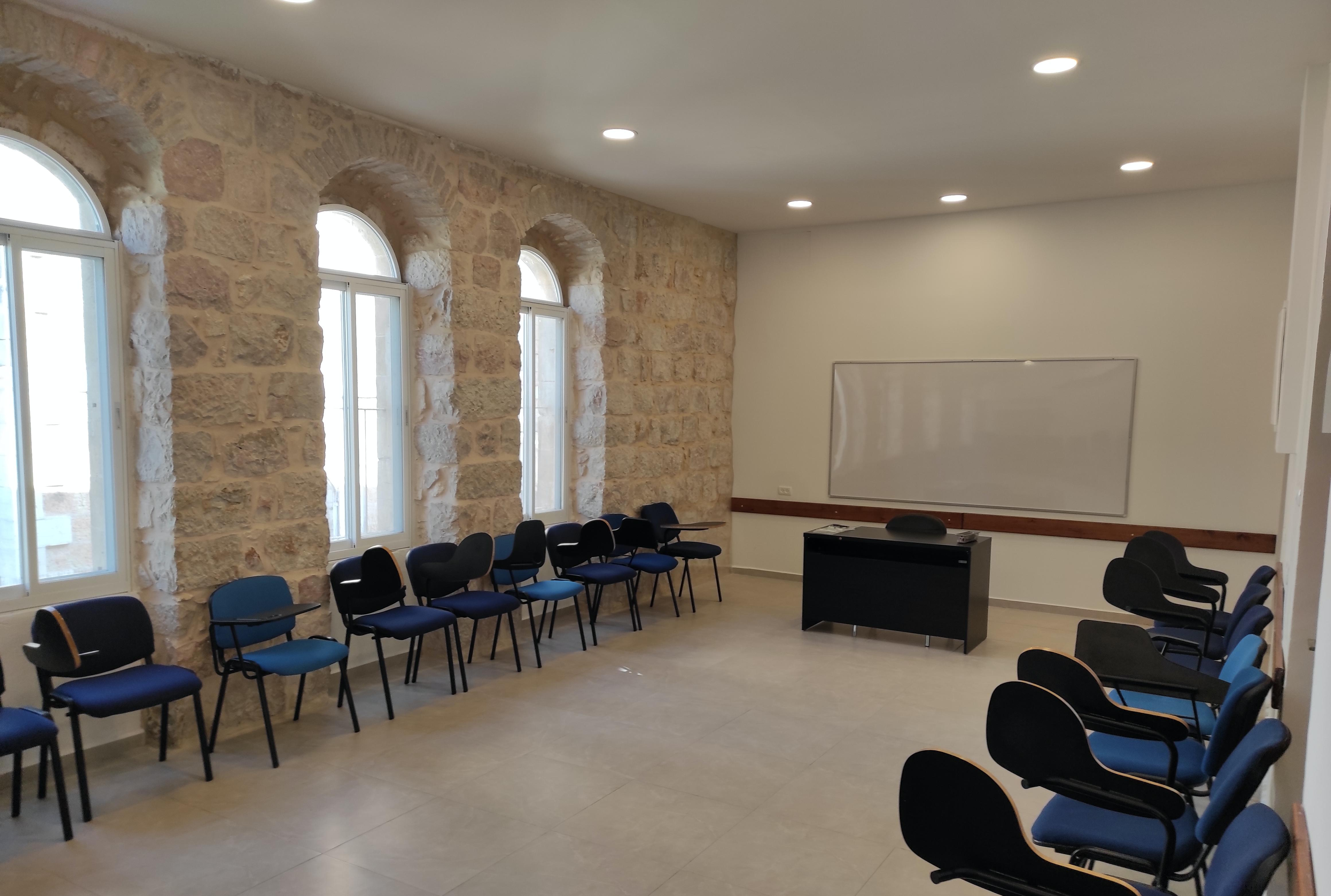
Un aula habitual en Polis en la que se facilita la Respuesta Física Total (TPR) y las conversaciones en grupos, estrategias utilizadas en el Método Polis

La Respuesta Física Total (TPR o en inglés Total Physical Response) es una técnica de enseñanza del lenguaje que fue desarrollada por primera vez por el psicólogo James John Asher (Universidad Estatal de San José) con base a sus observaciones sobre la adquisición del lenguaje en niños pequeños. Aunque la teoría detrás de TPR y el término en sí han llegado al público en general solo a finales de los 70, cuando el profesor Asher publicó un libro titulado Learning Another Language through Actions muchas de las ideas de Asher tienen mucho en común con las defendidas en el finales del siglo XIX y principios del siglo XX por W.H.D Rouse, conocido por su método natural o directo.
Dentro del Método Polis, TPR aparece en la primera clase y está presente en cada paso del proceso de aprendizaje. En la primera sesión, solo se requiere que el estudiante reaccione físicamente a una serie de comandos dados por el instructor, y no se espera que se produzca interacción verbal. Sin embargo, a los estudiantes más avanzados se les pide que describan sus acciones a medida que las realizan, que las anticipen verbalmente o que describan lo que acaban de ver. Aunque las actividades de TPR tienden a disminuir a medida que avanza el curso, se ha demostrado bastante fructífero incluso en las etapas más avanzadas, cuando los estudiantes enfrentan algunas estructuras particularmente complejas, como el genitivo absoluto en griego o el accusativus cum infinitivo.

#### Enseñanza proficiente a través de la lectura y la narración (TPRS Storytelling)
La narración como técnica de adquisición del lenguaje fue creada en los años 90 por el profesor de español Blaine Ray, inspirada en la teoría de Steven Krashen sobre la adquisición de lenguas extranjeras y su énfasis en el rol del "comprehensible input" para el dominio de la elocución (output) de un estudiante. Según Krashen, es esencial que los estudiantes estén expuestos a oraciones cuyo significado puedan comprender completamente, una característica que requiere un control estricto de cómo y cuándo se presentan nuevas palabras y estructuras, con el fin de limitar las palabras nuevas a un pequeño porcentaje de la mensaje completo.
Con el fin de proporcionar a los estudiantes un entorno de enseñanza en el que pudieran tener lugar "aportes comprensibles", Blaine Ray desarrolló una serie de historias o narraciones en las que los estudiantes pueden participar activamente. A lo largo de la narración, a los estudiantes se les presentan mensajes que corresponden a su nivel lingüístico, lo que permite la introducción de nuevo vocabulario.
Adaptando la práctica de la narración, el Método Polis excluye completamente las traducciones y explicaciones en cualquier idioma que no sea el que se enseña. Otro desarrollo del Método Polis consiste en pedir a los estudiantes que respondan en una oración completa en lugar de solo con palabras sueltas, alentándolos a internalizar las habilidades del habla.

#### Construcción de historias
La técnica de construcción de historias fue desarrollada por primera vez por Greg Thomson (Universidad de Alberta) en 2007 dentro del método Growing Participator Approach (GPA). Su teoría se basa en la presentación de imágenes en viñetas que, con cada imagen sucesiva, forman una historia consistente. Luego, se invita a los estudiantes a describir las imágenes presentadas empleando el vocabulario que conocen. Este ejercicio refuerza la retención y permite la inserción de nuevas estructuras gramaticales ligadas a las imágenes y al vocabulario.
Dentro del método Polis, la técnica de construcción de historias se usa a menudo para practicar el cambio del tiempo presente al pasado.

#### Imágenes y accesorios
Dado que la memoria humana depende en gran medida de la experiencia sensorial, el uso de imágenes y accesorios es una herramienta muy eficaz para presentar nuevo vocabulario, lo que permite a los estudiantes asociar directamente una nueva palabra con una experiencia sensorial.

#### Conversación en parejas o en grupos pequeños
Las conversaciones entre estudiantes en clase es una característica común y muy importante en la enseñanza de idiomas modernos, que Polis aplica a la enseñanza de idiomas antiguos. Esta interacción es una herramienta muy efectiva, en clases más avanzadas, ya que a medida que el estudiante practica la producción del habla, y así también progresa en la adquisición del lenguaje. Las conversaciones guiadas pueden involucrar de dos a cinco estudiantes a la vez y están cuidadosamente diseñadas para maximizar el tiempo de conversación de cada estudiante y minimizar los errores.

#### Expresión secuencial viva (Living Sequential Expression - LSE)
La estrategia más novedosa de enseñanza que los instructores de Polis han concebido y desarrollado, y ahora están comenzando a aplicar, es una técnica llamada  Living Sequential Expression (LSE). Este enfoque se inspiró en el trabajo del educador francés y profesor de lenguas extranjeras, François Gouin (1831–1896), quien desarrolló el Método de la serie de adquisición del lenguaje. En el enfoque Polis LSE, los estudiantes "aprenden secuencias de acciones conectadas lógicamente al realizarlas y luego informarlas".

#### Otras actividades y técnicas
Dado que las actividades que requieren el idioma como único vehículo pueden ayudar mucho a crear una experiencia de inmersión más natural, se anima a los estudiantes a que asistan a actividades extracurriculares como los almuerzos de inmersión total, donde los estudiantes y los profesores cenan juntos mientras hablan exclusivamente en el objetivo. idioma.
Las canciones también son otra característica que ayuda a los estudiantes de idiomas a retener el vocabulario y la gramática. Polis emplea esta herramienta de aprendizaje de idiomas al enseñar canciones con letra en idiomas antiguos. Durante el primer año del curso de griego antiguo, por ejemplo, se enseñan unas diez canciones.

## Programas académicos

### Títulos de maestría (MA) (otorgado por terceros)
A través de sus asociaciones con universidades europeas muy respetadas que otorgan una Maestría en Filología Antigua y en Idiomas del Oriente próximo, el Instituto Polis ahora puede brindar a sus estudiantes la oportunidad de obtener una Maestría al mismo tiempo que atienden y asisten a los programas en Jerusalén y se forman utilizando el método Polis Estas universidades incluyen la Universidad Pontificia de la Santa Croce en Roma, la Universidad de Navarra en Pamplona y la Universidad Internacional de Cataluña en Barcelona. Lo que solían ser solo cursos certificados de dos años en Filología Antigua e Idiomas del Oriente Próximo ahora son programas de maestría en toda regla.

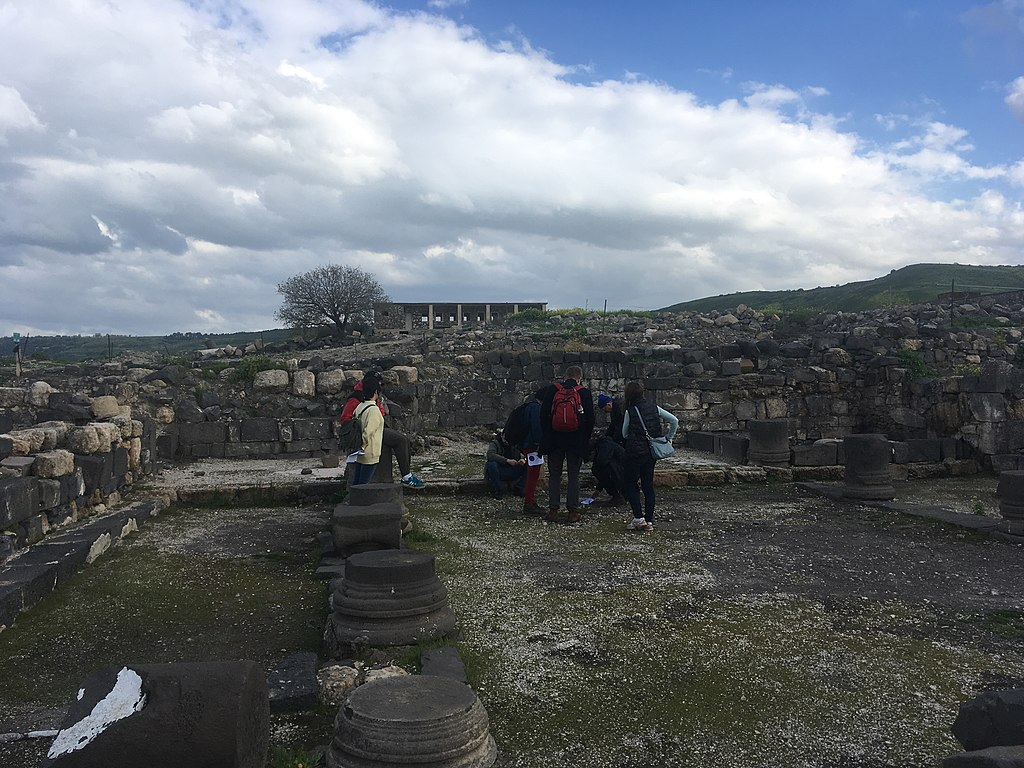
Entre las ruinas de una antigua comunidad judía durante una excursión a Gamla y Susita para la clase de geografía histórica.

#### Maestría en Filología Antigua
La Maestría en Filología Antigua se dedica al estudio tanto del griego antiguo como del hebreo bíblico, para lo cual se ofrece una capacitación intensiva del idioma durante los dos años del programa. Los estudiantes de este programa deben tomar cinco niveles de griego antiguo y cuatro de hebreo bíblico. Para obtener el título de maestría, los estudiantes también deben completar cursos teóricos obligatorios que complementan sus estudios de idiomas en las áreas de filosofía, historia, geografía, lingüística, paleografía y literatura. Además, los que están en la vía de investigación envían una tesis de maestría para recibir su título, mientras que los que no están en la vía de investigación escriben un documento de seminario y asisten a cursos obligatorios adicionales. Finalmente, para recibir los créditos ECTS necesarios para completar el programa, los estudiantes pueden optar por tomar cursos más avanzados de griego antiguo y hebreo bíblico como cursos electivos, u otros idiomas como latín, siríaco clásico, copto bohaírico y hebreo moderno. La Maestría en Filología Antigua es otorgada por la Universidad Pontificia de la Santa Croce en Roma o la Universidad Internacional de Cataluña en Barcelona.

#### Maestría en Idiomas del Oriente Próximo
La Maestría en Idiomas del Oriente Próximo se centra en la formación de estudiantes en idiomas semíticos representados por el hebreo y el árabe. Los estudiantes deben terminar cuatro niveles de hebreo (pueden elegir entre hebreo moderno y hebreo bíblico), cuatro niveles de árabe estándar moderno y tres niveles de árabe hablado en el transcurso de dos años. Para recibir la maestría, los estudiantes deben completar cursos teóricos obligatorios en áreas similares a la maestría en filología antigua con el área adicional de estudios árabes. Como cursos electivos para completar el programa, podrían optar por estudiar más hebreo y / o árabe, otros cursos teóricos u otros cursos electivos como latín, siríaco clásico y copto bohaírico. Aquellos en la vía de investigación deben escribir una tesis de maestría para recibir su título, mientras que aquellos en la vía de no investigación presentan un trabajo de seminario, asisten a cursos obligatorios adicionales y terminan un curso de oratoria en árabe o hebreo. El Máster en Filología Antigua es otorgado por la Universidad de Navarra en Pamplona.

#### Énfasis en la enseñanza de lenguas antiguas
Aquellos en el segundo año de la Maestría en Filología Antigua y la Maestría en Lenguas del Próximo Oriente u otros graduados de maestría que deseen adquirir experiencia de primera mano en la enseñanza pueden postularse al Énfasis en la enseñanza de lenguas antiguas. El programa se centra en “las particularidades de la enseñanza de lenguas antiguas en un entorno inmersivo” y también brindará a los estudiantes la oportunidad de participar en un curso metodológico y talleres.

#### Concentración en filología semítica
La Maestría en Idiomas del Oriente Próximo ofrece una pista sobre filología semítica para estudiantes interesados en enfocarse en los campos de la Biblia hebrea, estudios de manuscritos, literatura árabe y filosofía. Se requiere hebreo bíblico para esta pista. Los cursos de filología hebrea bíblica, lengua y  Literatura Ugaríticas y paleografía semítica también son obligatorios para aquellos en esta pista que de otro modo no serían necesarios para aquellos en la pista regular.

### Programas de certificación (Certificate Programs)

#### Programa de certificado de un año en filología antigua
Para aquellos que prefieren quedarse solo por un año en Jerusalén, la Maestría en Filología Antigua tiene una versión abreviada del programa que otorga a los estudiantes que los completen con éxito un Certificado del Instituto Polis. Para este programa de un año (OYP), lo que es obligatorio es terminar cuatro niveles de griego antiguo y dos niveles de hebreo bíblico. Los cursos teóricos que son obligatorios en la Maestría se clasifican en la clasificación de "cursos optativos" en el OYP y de este conjunto de cursos, los estudiantes eligen el equivalente a diez créditos ECTS. Para completar los requisitos del programa de 74 créditos ECTS, el alumno deberá optar igualmente por veinte créditos ECTS de asignaturas optativas, que podrán ser una combinación de asignaturas lingüísticas o teóricas.

#### Programa de certificación de un año en idiomas del Oriente Próximo
La Maestría en Idiomas del Oriente Próximo también tiene su propia versión abreviada del programa que otorga a los estudiantes que los completen con éxito un Certificado del Instituto Polis. En este programa, lo que se requiere es terminar dos niveles de hebreo (los estudiantes eligen entre hebreo moderno y hebreo bíblico), dos niveles de árabe estándar moderno  y dos niveles de árabe hablado en el curso de un año. Para obtener el Certificado (equivalente a 74 créditos ECTS), los estudiantes deben obtener diez créditos ECTS al cursar con éxito varios cursos optativos (basados en la lista de cursos obligatorios para el MA correspondiente) y veinte créditos ECTS mediante la realización con éxito de varias asignaturas optativas, que puede ser bien una combinación de cursos, bien una combinación de idiomas o cursos teóricos.

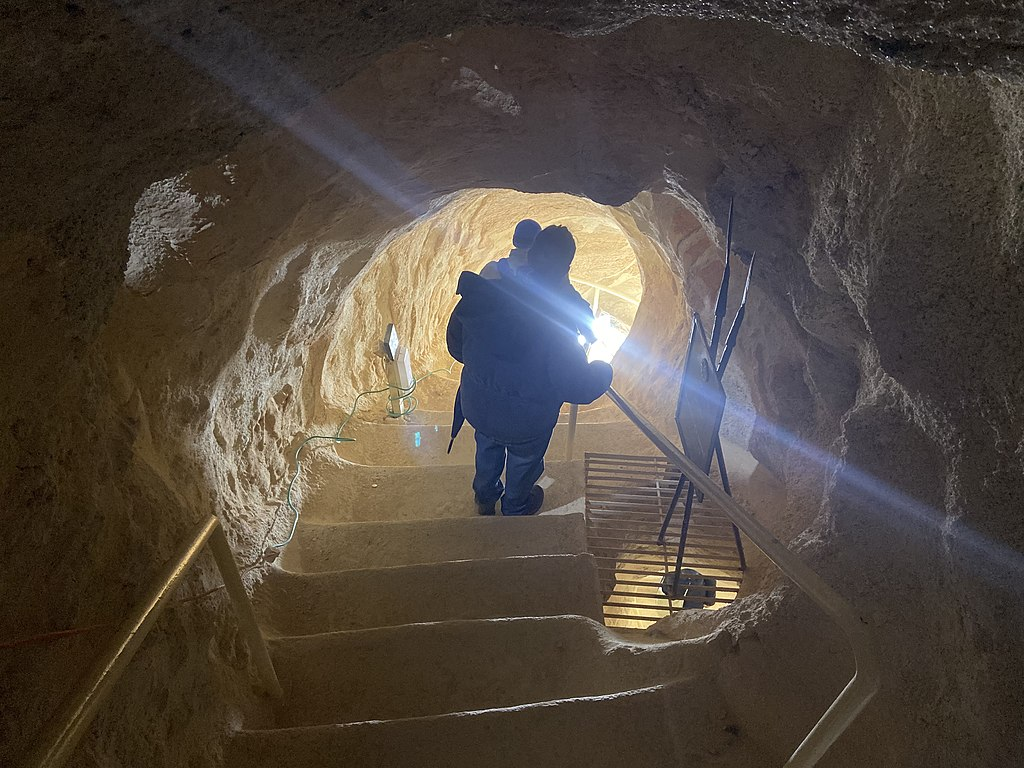
Estudiantes de Geografía Histórica en la red subterránea de la fortaleza de Herodium desarrollada por los rebeldes judíos durante la Revuelta de Bar Kojba (130-135 d.C.).

#### Certificados en fluidez del idioma
Para aquellos que deseen enfocarse en aprender y dominar cómo hablar en los idiomas ofrecidos, Polis ofrece programas de certificación de nivel de maestría en fluidez del idioma que se pueden terminar en dos años. No se requieren títulos académicos para unirse al programa de fluidez y los estudiantes pueden elegir el nivel en el idioma de su elección que consideren mejor para ellos: desde un nivel de principiante total hasta uno que busca adquirir el dominio del idioma en términos de lectura, escritura y habilidades para hablar.
Hasta ahora, Polis ofrece griego antiguo y árabe dentro de sus programas de fluidez. Para el programa de fluidez en griego, los estudiantes cursan ocho niveles de griego y también estudian otros cursos de lectura (Greek Readings), paleografía y filología griegas. El curso de árabe cubre tanto el árabe estándar moderno como el árabe levantino hablado, una de las cinco variedades principales de árabe bajo las cuales se clasifica el tipo de árabe hablado en Palestina, Israel (también conocido como árabe palestino). Para que los estudiantes reciban el Certificado, también deben tomar cursos teóricos y prácticos adicionales que les ayuden a comprender y apreciar el medio cultural de la lengua de destino. También pueden cumplir con los requisitos de créditos electivos estudiando otros idiomas (hebreo bíblico, hebreo moderno, latín, copto bohaírico y siríaco clásico) y cursos teóricos como electivos.

### Otros programas

#### Programas de verano y programas internacionales
En verano, Polis ofrece varios cursos intensivos de idiomas, tanto en Jerusalén como en el extranjero. Se han impartido cursos de griego antiguo, hebreo bíblico, latín, árabe estándar moderno y métodos de enseñanza de idiomas antiguos en Roma, Italia y EE. UU.  Las sedes incluyen la Pontificia Universidad de la Santa Cruz en Roma, Christendom College en Virginia, Wisconsin, la Universidad Ave María y en Florida, Bridgewater State University en Massachusetts, y la Universidad de Kentucky en Lexington, Kentucky. En el propio Instituto Polis, durante el verano, además de los cursos de lengua ya mencionados, se imparten igualmente el siríaco clásico y el árabe hablado.

#### Cursos de idiomas
En el año escolar regular (octubre - febrero) Polis imparte cursos de idiomas antiguos y modernos. Los idiomas antiguos incluyen el griego antiguo, el hebreo bíblico, el latín, el siríaco clásico y el copto bohaírico. Los idiomas modernos incluyen hebreo moderno (ulpan), árabe hablado y árabe estándar moderno. En el pasado también se enseñó el sumerio. Muy recientemente se empezó a ofrecer un curso teórico para introducir a los estudiantes al hitita.

### Polis en línea
La situación global provocada por el COVID-19 se convirtió en una oportunidad para que el Instituto Polis probara las posibilidades del Método Polis utilizando plataformas de video en línea. El desafío comenzó en marzo de 2020 cuando su semestre de primavera fue interrumpido por la pandemia global. Desde entonces, el Instituto ha dedicado "miles de horas de experiencia docente en línea" y ha adquirido conocimientos y experiencia en la adaptación de sus principios de enseñanza de inmersión total y desarrollo dinámico del lenguaje para una audiencia en línea. Por primera vez en su historia, este período vio la enseñanza exitosa de los siguientes cursos de idiomas en línea, que obtuvieron comentarios positivos de los estudiantes: griego antiguo, latín, hebreo bíblico, árabe hablado, MSA y hebreo moderno, copto y siríaco clásico. La migración a una plataforma en línea también permitió a Polis abrir los cursos no solo de idiomas sino también los cursos teóricos al público mundial en la web.

## Conferencias
El Instituto alberga conferencias interdisciplinarias internacionales sobre diversos temas en el campo de las Humanidades. Hasta el momento se han celebrado las siguientes conferencias:

### 2013 - Los Orígenes del Alfabeto (The Origins of the Alphabet)

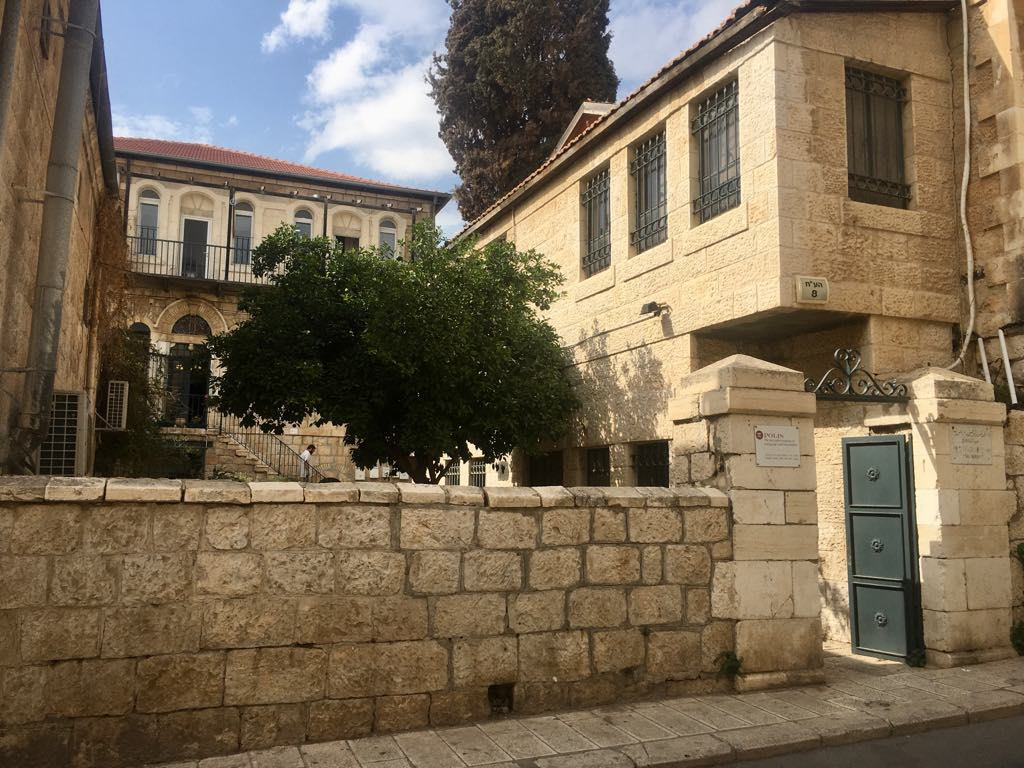
Vista de la calle hacia el Instituto Polis

La Primera Conferencia Interdisciplinaria del Instituto Polis se llevó a cabo en febrero de 2013 y se centró adecuadamente en "Los orígenes del alfabeto". Algunos de los principales expertos en este tema se reunieron en Polis para entablar un debate interdisciplinario sobre este tema, abordando la discusión desde la perspectiva lingüística, sociológica o psicológica raramente aplicada sobre el desarrollo de la escritura. Teniendo en cuenta el hecho muy aceptado de que el concepto del alfabeto podría rastrearse hasta el área entre Egipto y Fenicia, incluso si la escritura en diferentes partes del mundo surgiera de manera independiente entre sí, los académicos vinieron a esta conferencia interdisciplinaria para proporcionar una respuesta que no sólo a la cuestión de cómo surgió el alfabeto, pero también a la cuestión más difícil responder a la pregunta de por qué surgió.

### 2015 - La Biblioteca de Alejandría: Una Encrucijada Cultural del Mundo Antiguo (The Library of Alexandria: A Cultural Crossroads of the Ancient World)
La Segunda Conferencia Interdisciplinaria del Instituto Polis se celebró en enero de 2015 con el tema "La Biblioteca de Alejandría: una encrucijada cultural del mundo antiguo". Además de lingüistas y especialistas en la Septuaginta y en la literatura griega, Historiadores y arqueólogos se reunieron en el Instituto Polis para discutir cuestiones permanentes en torno a la Biblioteca de Alejandría, que fue considerada como el principal centro de estudios del mundo desde el siglo III a. C. hasta al menos el reinado de Cleopatra (48-30 a. C.). ¿Dónde estaba exactamente ubicada la gigantesca biblioteca y qué tipo de textos había en ella? ¿En qué medida la Biblioteca Real se convirtió en un punto de encuentro de diferentes lenguas y culturas? Y finalmente, ¿por qué el silencio de algunos autores antiguos sobre su desaparición? Estas fueron algunas de las preguntas clave que la Conferencia exploró y buscó respuestas.

### 2016 - El Cours de Linguistique Générale revisitado: 1916-2016
Para conmemorar el centenario del libro histórico, el Cours de Linguistique Générale (CLG), que recopiló las notas de la conferencia del reconocido "padre de la lingüística", Ferdinand de Saussure, la Tercera Conferencia Interdisciplinaria del Instituto Polis se celebró en el recinto del Instituto el 31 de marzo - 1 de abril de 2016 con el tema "El Cours de Linguistique Générale revisitado: 1916-2016". Más de una docena de especialistas internacionales en lingüística general, pragmática, filología, dialectología, estudios de traducción, terminología y filosofía se unieron para discutir temas relacionados con la obra fundamental de Saussure, quien inició una disciplina científica que ha influido profundamente en el campo de las humanidades. Los eruditos discutieron no solo el trabajo de Saussure en sí, sino también su trasfondo y recepción, así como su impacto en los siglos XX y XXI.

### 2018 - Transmitir un patrimonio: la enseñanza de lenguas antiguas desde la antigüedad hasta el siglo XXI (Transmitting a Heritage: The Teaching of Ancient Languages from Antiquity to the 21st Century)
Para la IV Conferencia Interdisciplinaria del Instituto Polis, celebrada del 16 al 17 de abril de 2018, el tema general tomó un giro pedagógico: "Transmitir un patrimonio: la enseñanza de lenguas antiguas desde la antigüedad hasta el siglo XXI". En esta edición del año de la Conferencia más de 30 académicos y educadores de idiomas reunieron y / o presentaron artículos para las diversas charlas y presentaciones de la Conferencia que cubrieron la enseñanza del latín, griego y hebreo a través de los siglos, aprendiendo a escribir en la antigua Sumeria, la representación de profesores de latín en el cine y también temas históricos, entre otros. Al menos cuatro continentes estuvieron representados en esta Conferencia con académicos provenientes de Holanda, Croacia, Reino Unido, Bulgaria, Polonia, Suecia, Francia, Italia, Estados Unidos, Brasil, Argentina, Israel y Japón.

## La editorial Polis
El Instituto Polis tiene su propia editorial que publica libros que promueven el Método Polis de enseñanza de idiomas. También publica investigaciones contemporáneas sobre áreas promovidas por el Instituto tales como las lenguas y cultura antiguas, la enseñanza de lenguas, la historia de la lengua y la enseñanza de lenguas, etc.

### Libros de texto de idiomas antiguos

#### Πόλις (Polis): Λαλεῖν τῇ κοινῇ διαλέκτῳ τῇ ζώσῃ (Hablar el griego como una lengua viva)

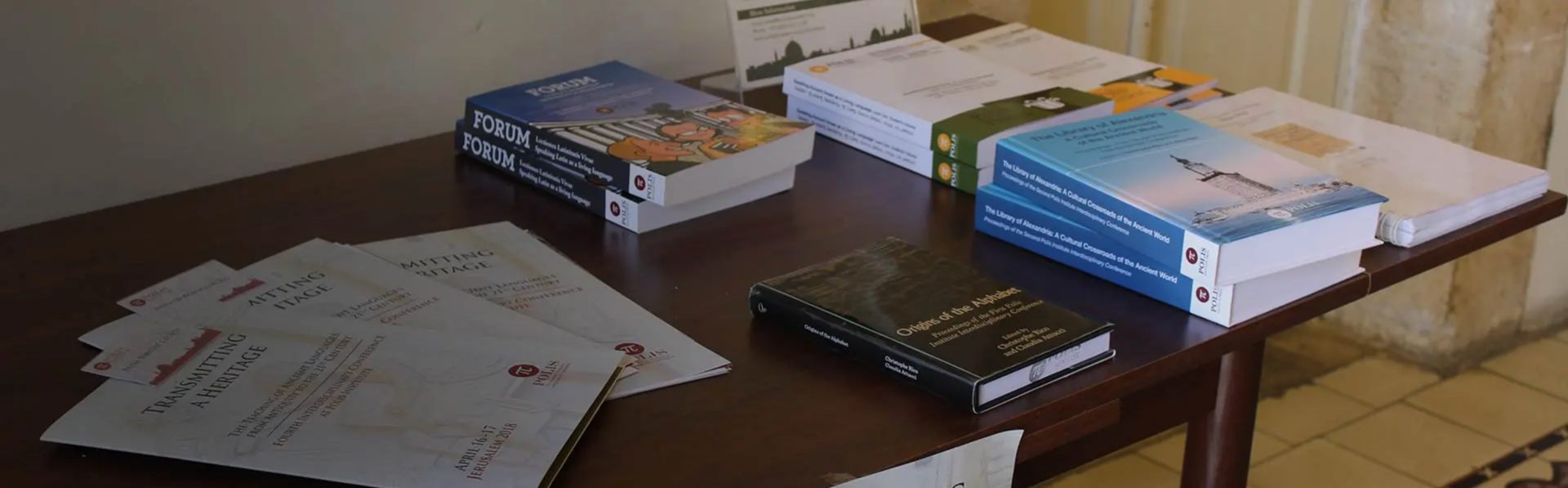
Algunas publicaciones hechas por la editorial del Instituto Polis

"Polis: hablar el griego como una lengua viva" es el primero de la serie de libros de texto en inglés publicados por Polis Institute Press. El libro presenta textos de conversación originales en griego antiguo del lingüista Christophe Rico, decano de Polis, e ilustraciones originales de Pau Morales. Así mismo, el libro contiene siete (7) canciones originales escritas en griego antiguo por varios colaboradores que se pueden escuchar en el sitio web del Instituto Polis (ver enlace externo más abajo en "Audio"). Tanto los volúmenes del alumno como del profesor del Nivel uno se publicaron en 2015. Las publicaciones anteriores de este volumen incluyen versiones en francés (Editions du Cerf, 2009), italiano (Edizioni San Paolo, 2010) y alemán (Helmut Buske, 2011). que contenía doce capítulos. La edición en inglés es una versión ampliada de veinte capítulos.
De acuerdo con el principio de inmersión total que es la piedra angular del Método Polis, casi la totalidad del libro está escrito en griego antiguo. Se hicieron excepciones para la introducción, el reenvío, los términos gramaticales clave y las instrucciones de los ejercicios que requieren un conocimiento avanzado del griego antiguo. Estas secciones están escritas en inglés.

#### Foro: Lectiones Latinitatis Vivae (Hablar latín como una lengua viva)
Los autores de "Forum: Speaking Latin as a Living Language" afirman que es el primer libro de texto que complementa un método, el método Polis, que "aplica los principales métodos de enseñanza para la adquisición del idioma moderno al latín". Publicado en 2017, este libro se inspira y experimenta de su predecesor griego antiguo, "Polis". Algunos de los personajes ilustrados del libro, así como algunos de sus temas de conversación, recuerdan al usuario del libro de texto griego. Sin embargo, a diferencia de su predecesor, el libro en latín está escrito por el autor de "Polis", Christophe Rico, junto con un equipo internacional de Francia, Austria, los Países Bajos y España.

### Publicaciones de investigación

#### Orígenes del alfabeto: Actas de la primera conferencia interdisciplinaria del Instituto Polis[77]

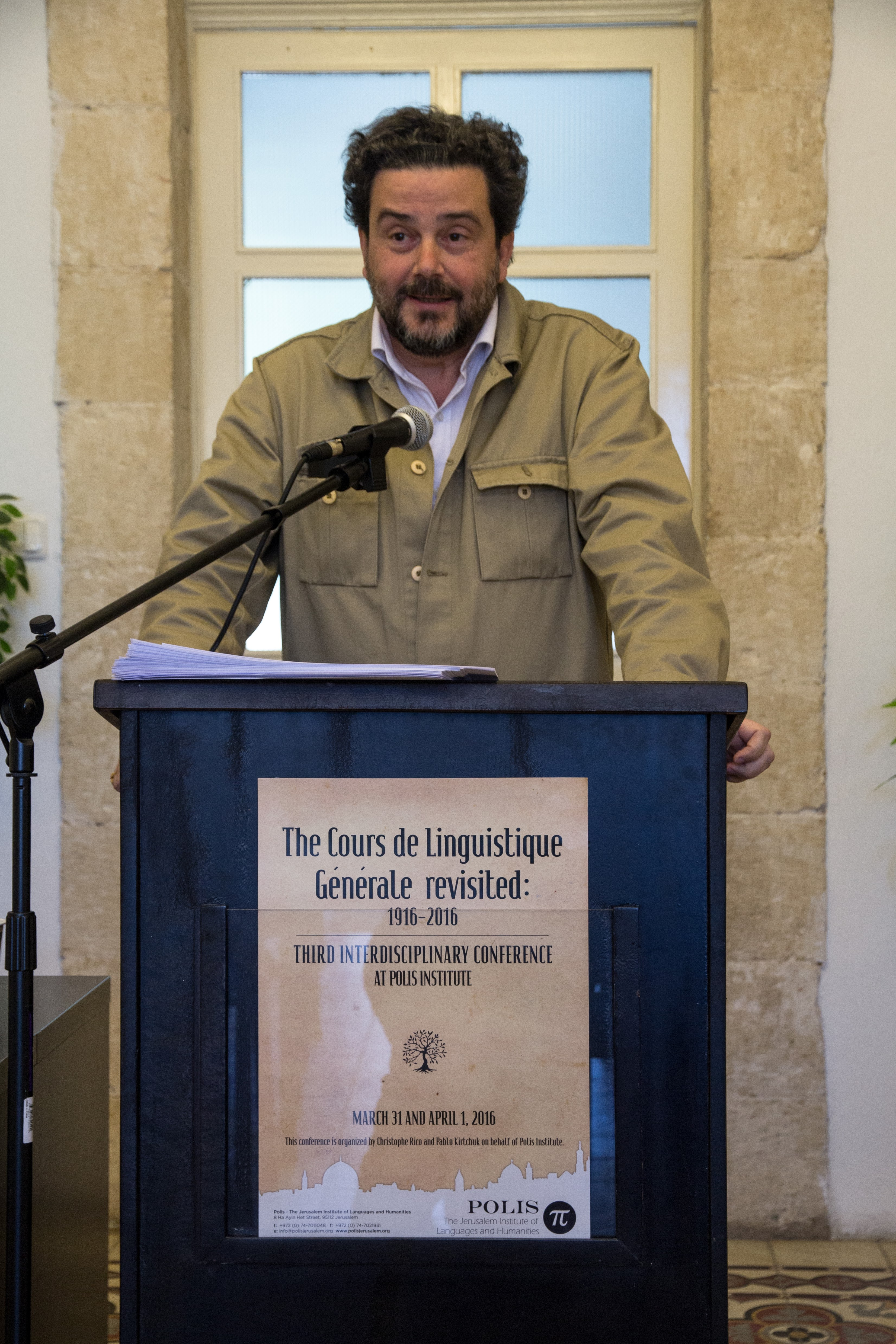
El filósofo, lingüista, poeta y psicoanalista existencialista, Georges-Elia Sarfati, dando una charla durante la III Conferencia Interdisciplinaria del Instituto Polis.

Esta publicación reúne los trabajos presentados durante la primera conferencia interdisciplinaria organizada por el Instituto Polis. Editado por Christophe Rico y Claudia Attucci, este volumen demuestra que "está surgiendo un amplio consenso sobre los principales factores y circunstancias que rodearon el nacimiento del alfabeto". Los artículos recopilados están en inglés y francés con contribuciones de Aaron Demsky, Maria Vittoria Tonietti, Emile Puech, Orly Goldwasser, Pascal Vernus, Christophe Rico, Clotilde Pontecorvo y Franca Rossi .

#### La Biblioteca de Alejandría: Una encrucijada cultural del mundo antiguo: Actas de la Segunda Conferencia Interdisciplinaria del Instituto Polis[84]
Este volumen presenta las actas de la Conferencia Polis que exploró las grandes preguntas que rodean a la que posiblemente sea la biblioteca más famosa del mundo antiguo. El libro incluye trabajos presentados por Hélène Fragaki, Emmanuel Friedheim, Sylvie Honigman, Christophe Cusset , Anca Dan , Daniela Dueck, Jan Joosten, Jane L.Lightfoot, Christophe Rico y Étienne Nodet, y cubre una variedad de temas como la arquitectura de la Biblioteca, su contenido, las conexiones de la Biblioteca con la Septuaginta y los misterios que rodean su quema. Esta publicación fue editada por Christophe Rico y Anca Dan.

#### El Cours de Linguistique Générale revisado: 1916-2016: Tercera Conferencia Interdisciplinaria del Instituto Polis[91]
Este libro, editado por Christophe Rico y Pablo Kirtchuk  presenta las actas de la Tercera Conferencia Interdisciplinaria del Instituto Polis. Los autores y académicos colaboradores del volumen, procedentes de Israel, Alemania, Francia, España y Bélgica, son Elitzur Bar-Asher Siegal , Cyril Aslanov, Gerda Haßler , Eran Cohen, Gilbert Lazard, Herman Parret, François Jacquesson, Georges Kleiber, Maurice Pergnier, Georges-Elia Sarfati, Pablo Kirtchuk , Loïc Depecker, Christophe Rico y José Ignacio Murillo . Un repaso rápido del índice del libro da pistas sobre las tres áreas generales cubiertas por la discusión y los debates de la Conferencia: una revaluación de las fuentes del CLG y su influencia en la lingüística moderna; los principales conceptos y dicotomías del CLG; posibles vías de estudio aún posiblemente no previstas por el propio CLG.

## La Comunidad Polis

### Carácter internacional

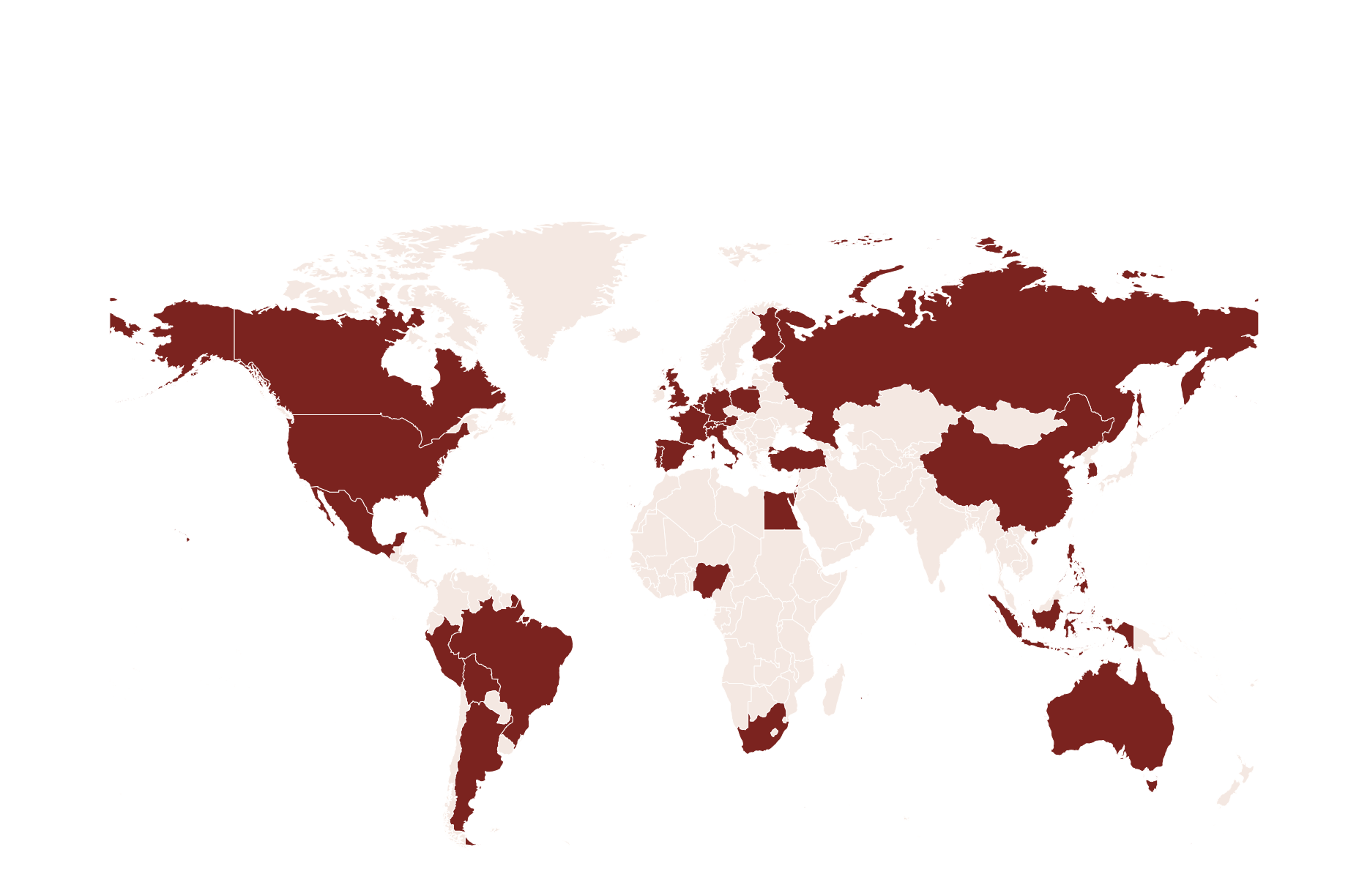
lmagen que señala los muchos lugares de procedencia de los miembros de la comunidad de alumnos y exalumnos del Instituto Polis.

Tanto como profesores, el personal, los ex alumnos y los estudiantes de Polis forman una comunidad diversa cuyos miembros provienen de todas partes del mundo, reunidos por la motivación de sus miembros para aprender idiomas. Vienen de los  cinco continentes incluyendo más de 30 países:
África: Egipto, Nigeria, África del sur;
Asia: China, India, Indonesia, Israel, Filipinas, Corea del Sur, Taiwán, Turquía;
Europa: Austria, Finlandia, Francia, Alemania, Italia, Países Bajos, Polonia, Portugal, Federación de Rusia, España, Suiza, Reino Unido;
América del Norte: Canadá, Estados Unidos de América, México;
América del Sur: Argentina, Bolivia, Brasil, Chile, Ecuador, Perú, Colombia;
Oceanía: Australia.

### Academia DiaLogo (DiaLogo Academy)
Comenzando como una iniciativa estudiantil en enero de 2018 bajo el auspicio del Instituto Polis, DiaLogo Academy es ahora una plataforma de aprendizaje de idiomas en toda regla. Fue fundada por dos alumnos que estudiaron lenguas antiguas y semíticas en el Instituto Polis, y enseñan idiomas modernos como español e inglés a través del Método Polis. La Academia DiaLogo tiene una asociación académica con el Instituto Polis.

## Ubicación

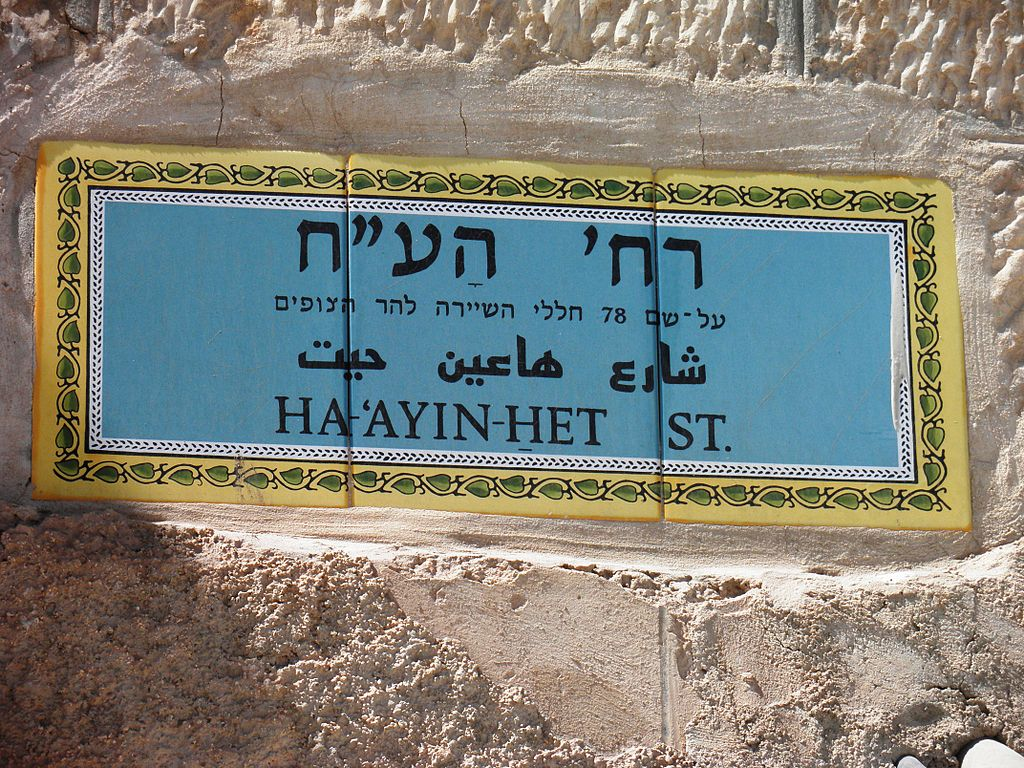
Ubicación de la calle del Instituto Polis

El barrio de Musrara, donde se encuentra el Instituto Polis, fue anteriormente un lugar de conflicto étnico y tensiones sociales. Uno de esos conflictos se conmemora con el nombre de la calle donde se encuentra el Instituto. Ha Ayin-Het (hebreo: הע"ח) Calle significa literalmente "La Calle 77" en referencia a la única anónima y 77 personas conocidas asesinadas en lo que ahora se conoce históricamente como la masacre del convoy médico de Hadassah.
A lo largo de los años se ha ido renovando, atrayendo artistas, intelectuales y voluntarios internacionales. La ubicación central del barrio, en el cruce de varias culturas diferentes, así como su historia y pintoresco, son una característica adicional. Junto con Polis, otras instituciones culturales como la Escuela de Fotografía, Medios y Nueva Música Naggar (uno de los muchos nombres de la Escuela de Arte Musrara) y el Museo On The Seam contribuyen a la nueva imagen del barrio. La Academia de Artes y Diseño Bezalel también planea mudarse al vecindario, en el complejo ruso central de Jerusalén.
El Instituto está cerca de otros centros de investigación bíblica en Jerusalén, como la École Biblique (Escuela Bíblica y Arqueológica Francesa) y el Instituto Teológico Sueco.